# Aeropuerto de San Juan de Nicaragua
El Aeropuerto San Juan de Nicaragua o a veces conocido como Aeropuerto de Greytown (IATA: SJN, OACI: MNSN) es un aeropuerto que sirve al municipio de San Juan del Norte, en el departamento de Río San Juan, Nicaragua. El aeropuerto fue inaugurado el 20 de marzo de 2012, cuya construcción fue de 16,964,000 dólares.